# Mary Osborn
Mary Osborn (née le 16 décembre 1940 à Darlington au Royaume-Uni) est une biologiste cellulaire britannique. De 1989 à 2005, elle est professeur de biologie cellulaire à l'Université George II de Göttingen (Georg-August-Universität Göttingen).

## Biographie
Elle fréquente le Cheltenham Ladies' College à Cheltenham, avant d'étudier les mathématiques et la physique à l'Université de Cambridge au Royaume-Uni, où elle obtient une licence en physique. En 1963, elle poursuit ses études aux États-Unis, à l'université d’État de Pennsylvanie où elle obtient un master en biophysique avec pour sujet de thèse : la ségrégation de l'ADN dans "E. coli" : observations au moyen de la carie H 3-thymidine, puis son doctorat en 1967. Sa thèse de doctorat portait sur la détermination et l'utilisation de la spécificité mutagène dans les bactéries contenant des codons non-sens.
Mary Osborn fait des recherches en tant que post-doctorante à l'Université de Harvard à Cambridge (Massachusetts). Là, elle rencontre également le lauréat du prix Nobel James Watson. Pendant trois ans, elle occupe des postes académiques au laboratoire de biologie moléculaire de Cambridge (Royaume-Uni) sous la direction de Sydney Brenner et du lauréat du prix Nobel Francis Crick, ainsi qu'au laboratoire de Cold Spring Harbor, où elle travaille pendant deux ans et demi.
En 1975 elle rejoint avec son mari Klaus Weber l'Institut Max Planck pour la chimie biophysique, basé à Göttingen, en Allemagne.
Elle prend sa retraite en 2005.

## Travaux de recherche
Mary Osborn est avant tout connue pour la microscopie de fluorescence dite immunitaire. Dans les années 1970, ensemble avec son mari, elle réussit à dépeindre en couleur les rouages intérieurs des cellules. Avec l'aide d'anticorps spécialement développés, ils ont pu rendre visible des microtubules et des filaments intermédiaires, éléments constitutifs du cytosquelette. Mary Osborn pouvait ainsi montrer que les microtubules forment des structures dans la cellule, à partir desquelles est réalisé le transport intracellulaire.
Klaus Weber et Mary Osborn réussissent également à dépeindre en couleur des filaments intermédiaires et montré l'arrangement et la fonction des microtubules et des filaments intermédiaires dans des centaines de cellules simultanément. Cette méthode est aujourd'hui utilisée par des biologistes cellulaires partout dans le monde.
D'autres recherches menées par le couple en collaboration avec le biologiste cellulaire Werner Franke montrent que les cellules reçoivent une "empreinte digitale" à travers le filament intermédiaire. Les chercheurs ont découvert un total de cinq types principaux de filaments, qui diffèrent selon le type de cellule. Cette découverte est particulièrement importante pour le diagnostic du cancer : lorsqu'une cellule corporelle devient une cellule cancéreuse, elle conserve l'empreinte digitale de sa cellule d'origine. Ainsi, les anticorps qui peuvent détecter ces "empreintes" spécifiques peuvent être utilisés pour diagnostiquer le cancer. Cette méthode est particulièrement importante pour les 10 à 15% des tumeurs difficiles à identifier avec des moyens conventionnels. Les pathologistes Michael Altmann Berger, Alfred Schauer et Wen Domagala ont également eu une grande part dans le développement de ces méthodes.
Klaus Weber et Mary Osborn développent un autre processus à présent connu dans le monde entier : l'électrophorèse sur gel. Cette technique permet de déterminer de façon fiable la taille des sous-unités protéiques.
Osborn remporte plusieurs prix et distinctions, dont le Prix Meyenburg en 1987 et Prix L'Oréal-Unesco pour les femmes et la science en 2002. Elle est également officière de l'ordre du mérite de l'Allemagne, et membre de l'Academia Europaea.

## Distinctions
- Croix d'officier de l'ordre du Mérite de la République fédérale d'Allemagne